# Anna Stammberger
Anna Marie Stammberger, geborene Anna Marie Pendergast (* 26. Juni 1961 in Charlottetown) ist eine kanadische Basketballtrainerin und ehemalige -spielerin.

## Laufbahn
Sie wuchs in der Stadt Kensington auf der Prince Edward Island auf und kam 1972 zum Basketball. Als Jugendliche betrieb sie ebenfalls Volleyball und Leichtathletik. 1978 nahm sie ein Sportstudium an der Dalhousie University in Halifax auf und war zunächst Mitglied der Volleyball-Hochschulmannschaft, dann des Basketballteams. Im Sommer 1980 nahm die 1,80 Meter große Spielerin an einem Trainingslager teil, das zur Vorauswahl für die kanadische Nationalmannschaft diente, erhielt aber keine Berufung in die Auswahl. 1982 wurde sie dann in den Kader der kanadischen Nationalmannschaft aufgenommen. 1983 schloss sich ihre Universitätsbildung ab. Während ihrer Zeit an der Dalhousie University wurde sie in der Saison 1982/83 unter die besten fünf Spielerinnen der kanadischen Hochschulliga CIS gewählt, nachdem sie während des Spieljahres im Schnitt 22,7 Punkte sowie 9,6 Rebounds erzielt hatte.
Während sie von 1983 bis 1985 als Co-Trainerin an der Dalhousie University fungierte, nahm sie 1984 mit der kanadischen Nationalmannschaft an den Olympischen Sommerspielen in Los Angeles teil und wurde die erste von der Prince Edward Island stammende Olympionikin. 1983 hatte sie bereits für Kanada bei der Weltmeisterschaft gespielt, 1986 und 1990 kamen weitere WM-Teilnahmen hinzu. Hinzu kamen Einsätze für Kanada bei Universiaden und Pan-Amerikanischen Spielen.
Ab 1985 spielte sie als Profi in Deutschland. Dort lernte sie ihren späteren Ehemann, Hartwig Stammberger, kennen. Sie spielte in der Bundesliga in Wolfenbüttel und war dann ab 1995 bei der BG Bonn, ebenfalls in der höchsten deutschen Spielklasse, sieben Jahre als Spielerin und Spielertrainerin tätig, ehe sie ab 2002 ausschließlich als Trainerin fungierte. 2003 ging sie nach Kanada zurück und trat an der Kensington Intermediate Senior High School eine Stelle als Lehrerin und Basketballtrainerin an. Im selben Jahr wurde sie in die Sport-„Hall-of-Fame“ der Prince Edward Island aufgenommen. 2009 wurde sie Trainerin der Damen-Basketballmannschaft an der Dalhousie University. Dort trainierte sie bis 2016 auch ihre Tochter Tessa, Sohn Sven spielte für Dalhousies Männermannschaft, ehe er wie seine Schwester eine Profilaufbahn einschlug. In der Saison 2014/15 wurde sie als Trainerin des Jahres der Liga Atlantic University Sport (AUS) ausgezeichnet. Im April 2021 gab Stammberger ihr Amt als Dalhousies Trainerin ab.